# Laboratório Nacional de Nanotecnologia
O Laboratório Nacional de Nanotecnologia (LNNano) é uma instituição brasileira de pesquisa em nanociências e nanotecnologia. O laboratório foi criado em 2011 e está localizado no Distrito de Barão Geraldo da cidade de Campinas, no interior do estado de São Paulo, Brasil. O LNNano integra o Centro Nacional de Pesquisa em Energia e Materiais (CNPEM) com outros três laboratórios nacionais: o Laboratório Nacional de Luz Síncrotron (LNLS), o Laboratório Nacional de Biociências (LNBio), e o Laboratório Nacional de Biorrenováveis (LNBR).

## História
O LNNano foi criado em 2011 com a incorporação dos laboratórios de Microscopia Eletrônica (LME), para Ciências de Superfície (LCS) e de Filmes Finos e Microfabricação (LMF), os quais estavam até então associados ao LNLS. Em 2012, foram adicionados os laboratórios de Caracterização e Processamento de Metais (CPM) e de Materiais Moles Nanoestruturados (LMN).
Em 26 de junho de 2018, foi inaugurado o prédio especial para garantir a estabilidade dos microscópios. O centro de microscopia do LNNano coloca o país em posição favorável no cenário global. Dentre os presentes, o então ministro Gilberto Kassab, os membros do CNPEM Cerqueira Leite e Adalberto Fazzio, e o reitor da Unicamp Marcelo Knobel.

## Estrutura
Atualmente, o LNNano é composto por seis laboratórios especializados e abertos à comunidade científica:

### Laboratório de Microscopia Eletrônica (LME)
O LME iniciou atividades em março de 1999 e conta atualmente com cinco microscópios eletrônicos. As áreas de pesquisa incluem física de semicondutores, spintrônica, catalisadores, cerâmicas, células de combustíveis, parasitologia, e outros.

### Laboratório de Materiais Macios Nanoestruturados (LMN)
O LMN iniciou atividades em 2013 e dispõe de um espectômetro fotoelétrico de raio-x e um microtomógrafo de raio-x. Projetos incluem pesquisa em tintas, adesivos, termoplásticos, elastômeros, cerâmicas, petróleo, geração e armazenamento de energia elétrica, entre outros.

### Laboratório de Caracterização e Processamento de Metais (CPM)
O grupo realiza pesquisas com técnicas de espalhamento de raios-x em estação montada na linha de luz XRD1 do LNLS. Além disto, o laboratório abriga equipamentos como perfilômetro 3D, espectrômetros, câmaras de vácuo, simuladores numéricos, e mais. As áreas de pesquisa incluem metalurgia aeroespacial e automotiva, petróleo, gás natural, biocombustíveis.

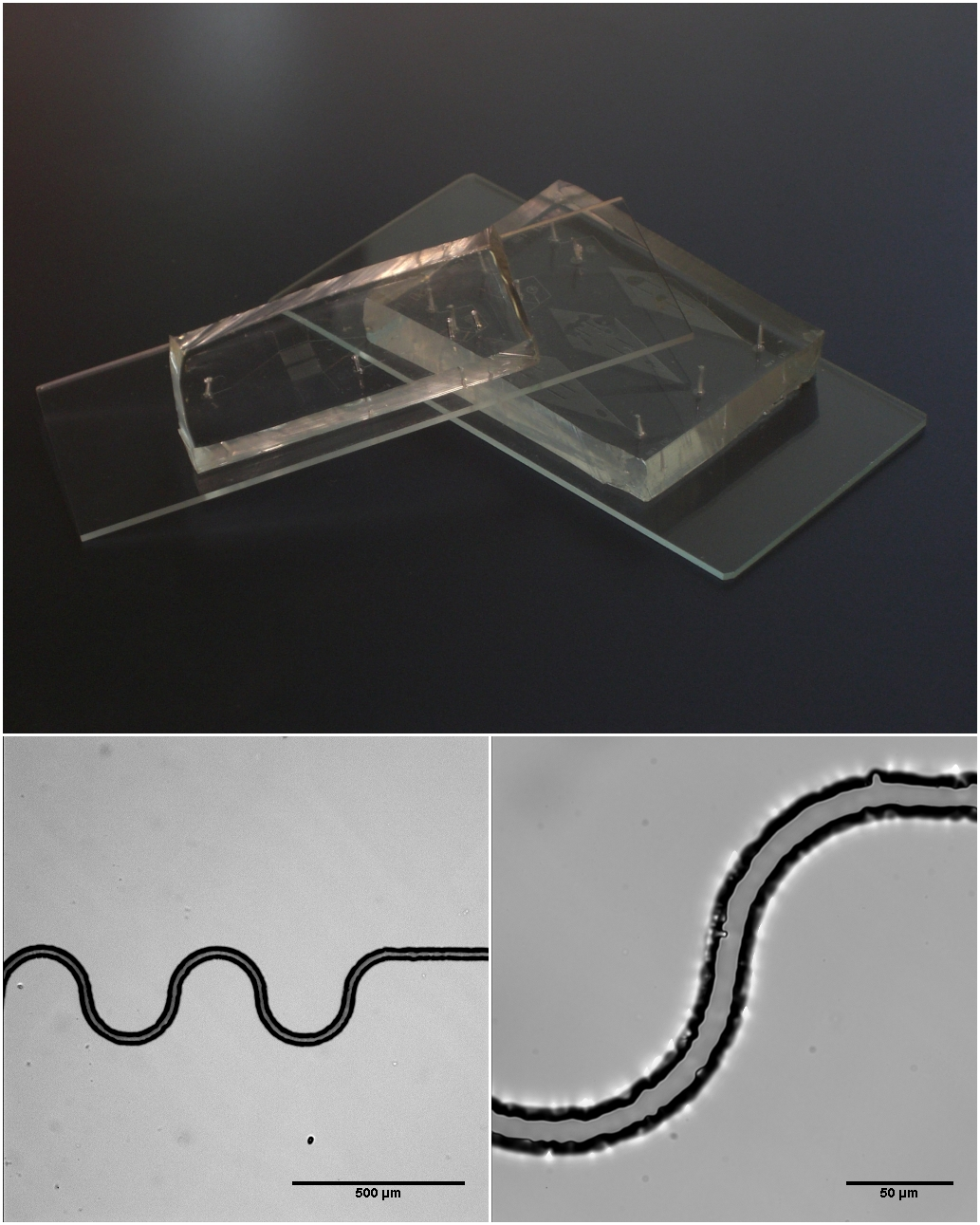
Exemplo de dispositivo microfluídico.

### Outros
- Laboratório de Microfabricação (LMF)
- Laboratório de Ciências de Superfície (LCS)
- Dispositivos e Sistemas Funcionais (DSF)[10]

## Programas de ensino
O LNNano dispõe de um conjunto único de microscópios. Para facilitar o acesso e a utilização destes equipamentos por parte da comunidade científica e industrial, o LNNano oferece cursos de curta-duração, escolas e treinamentos teóricos e práticos sobre as técnicas de microscopia disponíveis.
- Escola de Verão em Microscopia de Transmissão [11][12]
- Escola Brasileira em Análise de Partícula Única por Crio-microscopia Eletrônica[13] (Website oficial)